# 鹿路庭峠
鹿路庭峠（ろくろばとうげ）は、静岡県伊東市と伊豆市を結ぶ峠。標高544m。
旧鹿路庭峠は現在の位置より東にあり、対島地区と上大見地区を結ぶ主要道であった。旧峠が利用されていた時代には茶屋があり、旅のお守りとして「伊豆国池村地蔵尊」と書かれたお札が売られていた。現在でも当時の石仏が残る。

## 名前の由来
かつては山深い峠道であり、多くの鹿の姿が見られたため、この名がついたと言われている。

## 現況
峠を越える静岡県道111号遠笠山富戸線と、冷川方面へ向かう静岡県道112号中大見八幡野線が交差している。
伊豆市側には伊豆スカイラインの天城高原ICがあり、南側に別荘地、ホテル、ゴルフ場などがある天城高原が広がっている。
伊豆東部火山群の矢筈山溶岩ドームへの登山口となっている。